# Kinian
Kinian és una població de Mali i comuna rural, a la regió de Sikasso i cercle de Sikasso. El municipi (comuna) cobreix una àrea de 646 km² i inclou una població i 14 llogarets amb una població total al cens del 2009 de 33.962 habitants.

## Història
Al la segona meitat del segle xix Kinian era una fortalesa que tenia al nord l'Imperi Tuculor, al sud i est el regne de Kénedougou i a l'oest les possessions de Samori Turé. Amb la seva tata o fortalesa era autònoma i jugava amb equilibris entre els tuculors i Samori. Però després de la caiguda de Ségou a mans franceses el 1890, el faama de Kénédougou va voler assegurar-se el seu domini per protegir el nord del seu regne. Just en aquest moment el militar i enviat francès, capità Quiquandon, va marxar de Ségou acompanyat del doctor Crozat i 15 homes (meitat de maig de 1890) en direcció a Sikasso a través de Bla i Kadiala. Més enllà d'aquesta població va trobar al rei Tieba que venia a rebre'l amb un miler de guerrers; li va fer una recepció amistosa i solemne a Fonfona. Llavors van seguir la seva ruta junts a través de la província de Minianka, arribant a Sikasso el 3 de juny. Els francesos volien a Tieba en la guerra contra Samori, però el faama, abans d'entrar en guerra contra el seu veí occidental, volia assegurar les seves províncies davant un eventual cop de mà i assegurar la rereguarda amb la conquesta de Loutana i Kinian, els habitants de les quals semblaven favorables a Samori.
Així el 28 de juny de 1890 el faama va marxar contra Loutana i després d'una lluita sense èxit va bloquejar la població; la població de Kinian va enviar ajut als assetjats, però aquestes forces foren rebutjades per Tieba amb l'ajut de Quiquandon, que de moment gaudia de gran prestigi davant el rei tot i les advertències que feien a aquest els consellers reials. Poc després Loutana fou ocupada. Llavors Tieba va marxar contra Kouliba, que fou pressa per assalt.
D'allí va passar a Kinian on va arribar el 2 d'octubre. Quiquandon sabia que Tieba no oferiria res als francesos fins que Kinian fos conquerida i va demanar reforços per ajudar en la seva conquesta al resident de Ségou, capità Underberg. Aquest li va enviar al rei de Ségou, Bodian, amb el seu exèrcit (3.000 homes) i un grup de spahis i tiradors, a més d'un canó, tots sota les ordres del tinent Spitzer. El 15 d'octubre aquestes forces van arribar a Oulaso on es van trobar amb el faama que s'havia establert en aquesta població. El capità Quiquandon va agafar la direcció de la lluita. Kinian estava rodejada d'un llarg recinte de més de 3 km de circuit i defensada per dos mil homes sota el cap Kouroumina.
El 16 d'octubre es va obrir una bretxa a la muralla i la ciutat fou assaltada però les tropes indígenes es van aturar abans d'arribar a la muralla (a uns 30 o 40 metres) perquè no creien que una tata pogués caure tant fàcilment i per una creença supersticiosa i foren massacrats; fou necessari iniciar el setge per reduir-lo per la fam; aviat se'n van cansar i volien abandonar però el capità Quiquandon va aconseguir retenir-los. El 20 de novembre es va fer una nova bretxa, i es va intentar un segon assalt que fou rebutjat com el primer.
El desembre una banda de sofes de Samori Turé, procedent de Ténélou, va arribar per alliberar la població, però es va aturar saquejant Ouola i finalment van retornar.
El més de gener de 1891 el setge de Kinian s'havia completat i no quedava cap lloc per on fos possible passar; dotze mil homes i 2000 cavallers encerclaven la població que finalment va sucumbir el 7 de març; un grup de defensors encara va aconseguir escapar sorprenent als assaltants. El setge havia durat 5 mesos; els francesos van perdre un home i van tenir 13 ferits (entre ells el tinent Spitzer); els indígenes van tenir 160 morts i un miler de ferits (entre els quals el propi rei Tieba). Spitzer i Bodian van retornar llavors a Ségou i Tieba va retornar a Sikasso amb Quiquandon.